# Trung Đồng
Trung Đồng là xã thuộc huyện Tân Uyên, tỉnh Lai Châu, Việt Nam.

## Địa giới hành chính
Địa giới hành chính xã Trung Đồng: Đông giáp xã Hố Mít, huyện Tân Uyên, tỉnh Lai Châu và xã Tả Van, huyện Sa Pa, tỉnh Lào Cai; Tây giáp xã Thân Thuộc, huyện Tân Uyên; Nam giáp xã Hố Mít, xã Pắc Ta, huyện Tân Uyên; Bắc giáp thị trấn Tân Uyên, huyện Tân Uyên và xã Tả Van, huyện Sa Pa, tỉnh Lào Cai.

## Lịch sử hành chính
Xã Trung Đồng được thành lập tháng 4 năm 2008 trên cơ sở điều chỉnh 6.188 ha diện tích tự nhiên và 3.975 người của xã Thân Thuộc.
Tháng 10 năm 2008, xã Trung Đồng chuyển từ huyện Than Uyên về huyện Tân Uyên mới thành lập.